# Aronstjärnen, Norrbotten
Aronstjärnen är en sjö i Piteå kommun i Norrbotten och ingår i Rokån-Jävreåns kustområde. Sjön är 3 meter djup, har en yta på 0,003 kvadratkilometer och är belägen 2 meter över havet.